# Christopher Massey
Pour les articles homonymes, voir Massey.
Christopher Massey, né le 26 janvier 1990 à Atlanta, Géorgie, est un acteur américain.

## Biographie
Il est le frère de Kyle Orlando Massey. Christopher est surtout connu pour avoir joué dans la série télévisée américaine Zoé (Zoey 101).

## Filmographie
Cinéma
- 2000 : Color Me Gay : Le cambrioleur idiot #2
- 2008 : Zoey 101: Behind the Scenes : Michael Barret
- 2010 : La Mission de Chien Noel (The search for Santa Paws) : Chien Rasta (V. F. : Jean-Michel Vaubien)

Télévision
- 2002 : Les Parker (série télévisée) : Justin
- 2002 : Washington Police (The District) (série télévisée) : Kenyon
- 2003 : Oui, chérie ! (Yes, Dear!) (série télévisée) : Un garçon #2
- 2004 : Phénomène Raven (That's So Raven) (série télévisée) : Jeremy
- 2005-2008 : Zoé (Zoey 101) (série télévisée) : Michael Barret
- 2006 : Tout le monde déteste Chris (Everybody Hates Chris) (série télévisée) : Un gosse #1
- 2007 : City Girls (Téléfilm) : Sean Jackson